# Uzun Hasan

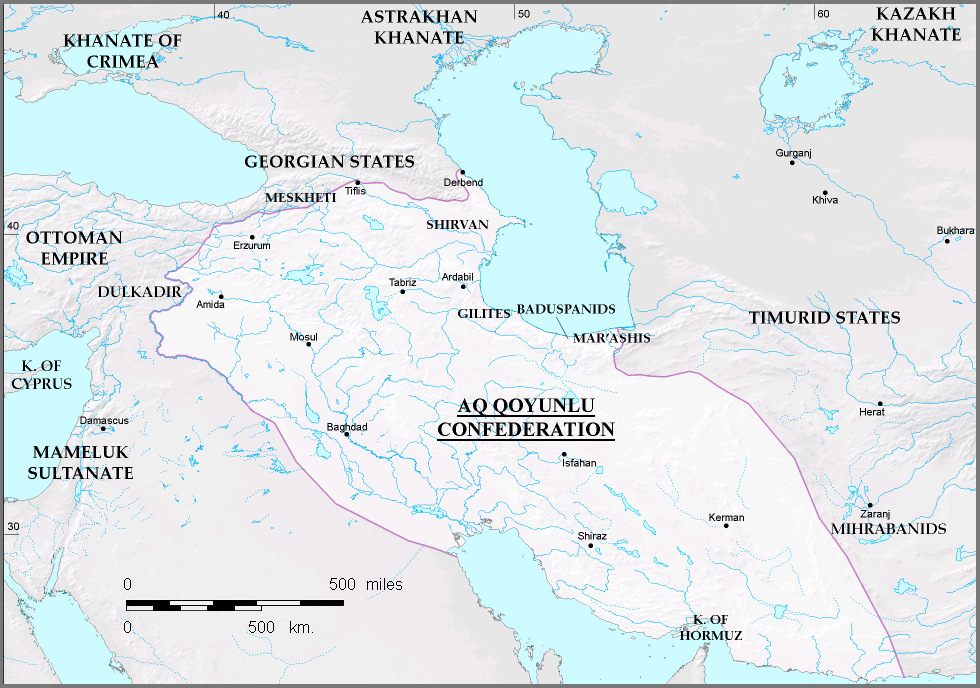
L'impero Ak Koyunlu alla fine del regno di Uzun Hasan nel 1478.

Ūzūn Ḥasan (in turco Uzun Hasan, dove ūzūn significa "alto" (1423 – 6 gennaio 1478) è stato un sovrano turkmeno, sultano della dinastia degli Ak Koyunlu. Ḥasan regnò sui territori attuali dell'ovest dell'Iran, sull'Iraq, sulla Turchia, l'Azerbaigian e l'Armenia fra il 1453 ed il 1478.

## Biografia
Tamerlano aveva nominato suo nonno, Kara Yülük Osman, governatore di Diyarbakır (nella Turchia odierna), con le città di Erzincan, Mardin, Roha (o Urfa) e Sivas. Ūzūn Ḥasan, figlio di Ali Beg e Sara Khatun, sconfisse Jahān Shāh, signore della confederazione turcomanna dei Kara Koyunlu (Montoni Neri) nel 1467. 
Nel 1463, Il senato veneziano, alla ricerca di alleati contro i Turchi ottomani, inviò Lazzaro Querini come primo ambasciatore a Tabriz, ma egli non riuscì a convincere Ūzūn Ḥasan - italianizzato Usuncassano o, latinizzato, Hassam Begus - ad attaccare i Turchi. Hasan inviò a sua volta un proprio ambasciatore a Venezia. Nel 1471, Querini tornò a Venezia con l'ambasciatore di Hasan, Murad. Il senato veneto votò per l'invio di un altro ambasciatore in Persia, scegliendo Caterino Zeno dopo che altri due personaggi avevano rifiutato l'incarico. Zeno, la cui moglie era nipote della moglie di Ūzūn Ḥasan, riuscì a persuadere Hasan ad attaccare i Turchi ottomani. Ūzūn Ḥasan ottenne un iniziale successo, ma non vi furono attacchi simultanei da parte di altre potenze. Uzun Hasan si scontrò in battaglia contro gli Ottomani vicino Erzincan nel 1471 e a Tercan nel 1473 venendo sconfitto da Mehmed II nella Battaglia di Otluk Beli nella tarda estate del 1473.

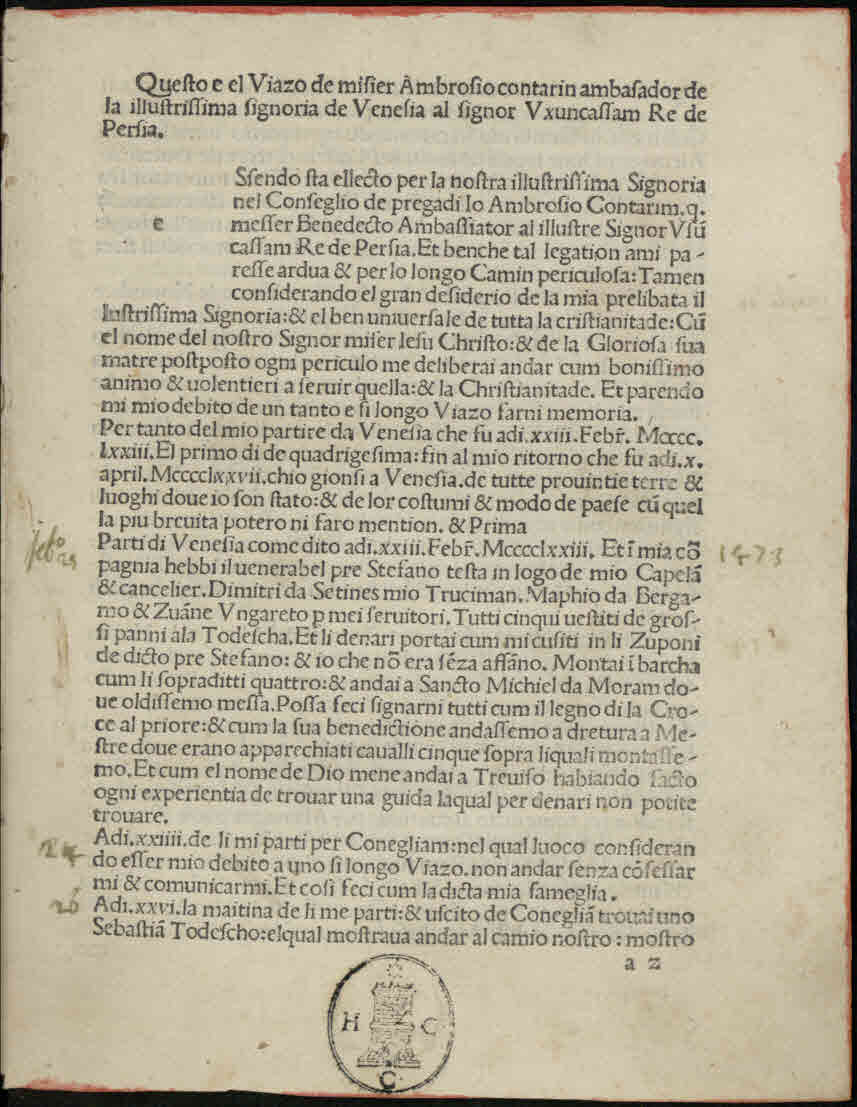
Incipit del Viaggio al signor Usun Hassan re di Persia di Ambrogio Contarini, 1487

Nel 1473, Giosafat Barbaro venne scelto come nuovo ambasciatore veneziano in Persia, premiandolo per l'esperienza acquisita nelle controversie in Crimea, Moscova e con i Tartari. Nonostante il Barbaro creasse un buon rapporto con Uzun Hasan, non riuscì a persuadere Ḥasan ad attaccare nuovamente gli Ottomani. Subito dopo, il figlio di Ūzūn Ḥasan, Ughurlu Muhammad, si ribellò prendendo la città di Shiraz.
Dopo che un altro ambasciatore veneziano, Ambrogio Contarini, giunse in Persia, Ūzūn Ḥasan decise che sarebbe tornato a Venezia con un'ambasciata, mentre Giosafat Barbaro sarebbe rimasto in Persia. Barbaro fu l'ultimo ambasciatore veneziano a lasciare la Persia, dopo la morte di Uzun Hasan nel 1478. Mentre i figli di Hasan lottavano fra di loro per la conquista del trono, Barbaro assunse una guida armena e riuscì a fuggire.
Secondo Ambrogio Contarini, ambasciatore veneziano presso Ūzūn Ḥasan dal 1473 al 1476, "Il re è un bell'uomo, con un viso sottile e di gradevole aspetto, con un po' di tratti tartari e sembra avere circa 70 anni. Le sue maniere sono molto affabili e conversa familiarmente con tutti coloro che gli stanno intorno, ma ho notato che le sue mani tremano quando solleva la coppa alle labbra". Contarini riferì che era "molto magro".
Sull'impero, Contarini scrisse:
"Del suo figlio maggiore, di nome Mohamed Ogurlu, si parlava molto quando ero in Persia, poiché si era ribellato contro suo padre. Egli aveva altri tre figli, Khalil Mirza Beg, il maggiore di questi era di circa trentacinque anni, e aveva il governo di Shiras. Jacub [Yaqūb, NdT], un altro figlio di Uzun Hasan, aveva circa quindici anni, e ho dimenticato il nome di un terzo figlio. Con una delle sue mogli ebbe un figlio di nome Masubech [Maqsūd Bey, NdT], o Maksud, che tenne in prigione, perché in combutta con il fratello ribelle Ogurlu, e fece poi uccidere. Secondo le migliori informazioni che ho ricevuto da persone diverse, le forze di Uzun Hasan potrebbero ammontare a circa 50.000 uomini della cavalleria, una parte considerevole dei quali non sono di molto valorosi. È stato detto, da alcuni presenti, che un tempo abbia guidato un esercito di 40.000 persiani a combattere contro i turchi, al fine di ripristinare Pirameth [Pir Ahmet, NdT] sul trono di Karamania, dal quale era stato scalzato dagli infedeli.»

## Famiglia
Uzun Hassan aveva almeno quattro mogli:
- Seljuk Shah Khatun. Figlia di suo zio paterno Kur Muhammad.
- Jan Khatun. Figlia di Daulat Shah Buldukani.
- Tarjil Khatun. Figlia di Omer Zaraki.
- Teodora Despina Comnena, anche nota come Despina Khatun. Figlia di Giovanni IV di Trebisonda, sposò Uzun Hassan nel 1458[16].

### Figli
Uzun Hassan aveva almeno sette figli: 
- Ughurlu Muhammad (prima del 1441 - 1477) - con Jan Khatun. Dopo aver fallito nella conquista del trono, fuggì a Costantinopoli, dove fu accolto dal sultano ottomano Mehmed II, che gli diede in sposa sua figlia Gevherhan Hatun. Loro figlio, Ahmad Beg, sposò a sua volta una principessa ottomana, Aynişah Sultan, figlia di Bayezid II, e riuscì a conquistare il trono per sé, morendo però poco dopo nel tentativo di mantenerlo.
- Mirza Khalil Beg (c. 1441 - 1478) - con Seljuk Shah Khatun. Successe a suo padre sul trono, ma morì sei mesi dopo nella guerra civile che seguì.
- Yaqub Beg (c. 1461 - 1490) - con Seljuk Shah Khatun. Dopo aver sconfitto e giustiziato Khalil, divenne sultano.
- Maqsud Beg - con Despina Khatun. Giustiziato da Khalil nel 1478.
- Yusuf Beg - con Seljuk Shah Khatun. Esiliato da Khalil nel 1478.
- Masih Beg (? - prima del 1473) - con Despina Khatun.
- Zegnel Beg (? - prima del 1473) - con Tarjil Khatun.

### Figlie
Uzun Hassan aveva almeno cinque figlie:
- Alamshah Halima Khatun[17] (1460–1522), chiamata Marta nelle cronache cristiane - con Despina Khatun. Nel 1472 sposò suo cugino, lo sceicco safavi Haydar Safavi (figlio di Khadija Khatun, sorella di suo padre, e Sheykh Junayd), da cui ebbe tre figli (Ismail I, Şah dell'Impero safavide e padre di Tahmasp I; Ali Mirza Safavi e Ibrahim Safavi) e quattro figlie (Fakhr Jahan Khanum, che sposò Bayram Beg Qaramanlu; Melek Khanum, che sposò Abdallah Khan Shamlu; e altre due che sposarono rispettivamente Husayn Beg Shamlu e Shah Ali Beg).[18].
- Figlia - con Despina Khatun.  Nel 1473, a Damasco, incontrò, con sua madre e sua sorella, l'ambasciatore veneziano Caterino Zeno, che scrisse che conversarono a lungo in greco pontico. Sposò Abd al-Baqi bin Muhammad Baqir Miranshahi;
- Figlia - con Despina Khatun.  Nel 1473, a Damasco, incontrò, con sua madre e sua sorella, l'ambasciatore veneziano Caterino Zeno, che scrisse che conversarono a lungo in greco pontico. Sposò Bayram Beg Qaramanlu;
- Khanum Khatun. Sposò Qasim bin Jahangir;
- Shahbeg Khatun. Sposò Ghazi Khan Sharvani.